# Ella Ensink

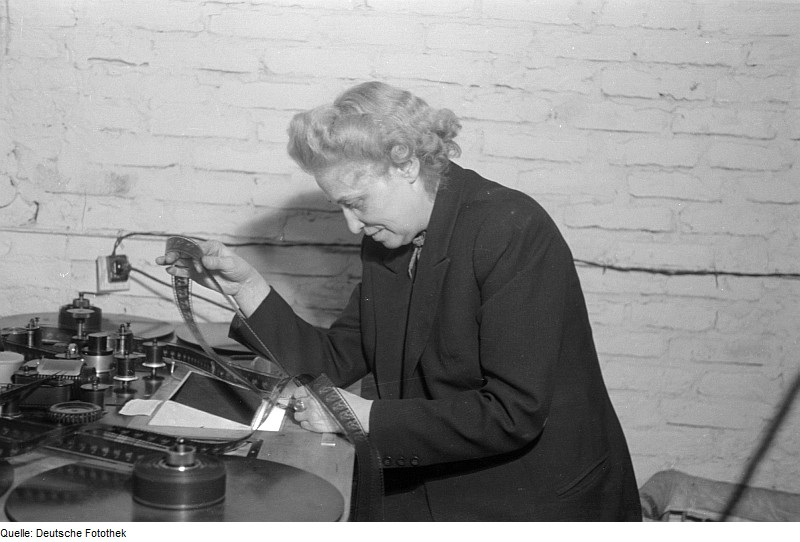
Ella Ensink (1946) beim Sichten von Filmmaterial für den Wochenschau-Betrieb der Deutschen Zentralverwaltung für Volksbildung

Ella Elisabeth Amalie Ensink-Kleberg, geborene Michalski (* 18. Januar 1897 in Berlin; † 19. Oktober 1968) war eine deutsche Filmeditorin beim reichsdeutschen Film und bei der DEFA, mit gelegentlichen Ausflügen zur Dokumentarfilmregie.

## Leben und Werk
Ensink war eine Tochter des Fotografen und späteren Kameramanns Bruno Michalski. Sie wurde nach ihrer Ausbildung von Erich Pommer in der Frühzeit des Tonfilms engagiert. Anfänglich noch beim Tonschnitt eingesetzt, wechselte die Berlinerin rasch zum Filmschnitt. Ab 1932 arbeitet sie als Schnittmeisterin von Spielfilmen. Zunächst bei der Ondra-Lamac-Film GmbH tätig, wirkte sie später auch für größere Firmen wie die Bavaria und vor allem die Tobis.
Nach dem Krieg war Ella Ensink bei der Deutschen Film AG (DEFA) von deren Gründung im Jahre 1946 an als Schnittmeisterin beschäftigt und wurde dort vor allem im Dokumentarfilm-Bereich eingesetzt. Ensink schnitt eine Fülle von propagandistischen Kurzfilmen, von denen sie auch mehrere inszenierte. Vor 1949 war sie außerdem Schnittmeisterin bei der ostdeutschen Wochenschau Der Augenzeuge. Für ihre dort erbrachten Leistungen wurde Ella Ensink bereits 1951 mit dem Heinrich-Greif-Preis ausgezeichnet.
Sie war in erster Ehe von 1920 bis 1923 mit dem Kameramann Lambert Ensink verheiratet. Ihr Sohn aus zweiter Ehe war der Dokumentarfilmer Bruno Kleberg. Ihre Tochter Johanna Kleberg wurde ebenfalls Regisseurin.

## Filmografie
Schnitt, wenn nicht anders angegeben
- 1932: Die grausame Freundin
- 1932: Der Hexer
- 1932: Scampolo, ein Kind der Straße
- 1933: Madame wünscht keine Kinder
- 1933: Glück im Schloß
- 1933: Das verliebte Hotel
- 1933: Fräulein Hoffmanns Erzählungen
- 1933: Die weiße Majestät
- 1934: Der Doppelgänger
- 1934: Bei der blonden Kathrein
- 1934: Klein Dorrit
- 1934: Liebe dumme Mama
- 1934: Der verhexte Scheinwerfer
- 1934: So ein Theater!
- 1934: Im Schallplattenladen
- 1934: Peer Gynt
- 1934: Polenblut
- 1935: Knock out
- 1935: Ich liebe alle Frauen
- 1935: Der junge Graf
- 1935: Ein ganzer Kerl
- 1935: Kater Lampe
- 1936: Flitterwochen
- 1936: Ein Mädel vom Ballett
- 1936: Der Hund von Baskerville
- 1936: Der verkannte Lebemann
- 1937: Revolutionshochzeit
- 1937: Spiel auf der Tenne
- 1937: Der Katzensteg
- 1938: Es leuchten die Sterne
- 1938: Zwei Frauen
- 1938: Narren im Schnee
- 1938: Verliebtes Abenteuer
- 1939: Robert und Bertram
- 1939: Die goldene Maske
- 1939: Die barmherzige Lüge
- 1939: Verwandte sind auch Menschen
- 1940: Der Sündenbock
- 1940: Die Geierwally
- 1940: Meine Tochter tut das nicht
- 1941: Kampfgeschwader Lützow
- 1941: Was geschah in dieser Nacht?
- 1941: Frau Luna
- 1942: Symphonie eines Lebens
- 1943: Lache Bajazzo
- 1944: Der Verteidiger hat das Wort
- 1944: Die Degenhardts
- 1944: Solistin Anna Alt
- 1944/52: Das Mädchen Juanita
- 1946: Berlin im Aufbau
- 1946: Leipziger Messe 1946
- 1946: Einheit SPD-KPD
- 1946: Musikalischer Besuch
- 1947: Klinik der Molkereien (Regie)
- 1947: Sowjetische Künstler zu Besuch (Regie)
- 1946–48: Der Augenzeuge (Wochenschau)
- 1950: Rückblick 1950
- 1951: Freundschaft für immer
- 1951: Stimmt für das Leben (Regie)
- 1951: Wilhelm Pieck – Das Leben unseres Präsidenten
- 1951: Großbauten des Kommunismus (Regie)
- 1952: Die Prüfung
- 1952: Blaue Wimpel im Sommerwind
- 1952: Im Namen der Menschheit
- 1952: Ami go home (Regie)
- 1953: Friedliche Heimat
- 1953: Baumeister des Sozialismus – Walter Ulbricht (auch Co-Regie)
- 1953: Für Gleichberechtigung, Glück und Frieden (Co-Regie)
- 1954: Das Lied der Ströme
- 1954: Das Land ruft
- 1954–56: Die Windrose
- 1955: Thai und Meo
- 1956: Mein Kind
- 1956: KgU – Kampfgruppe der Unmenschlichkeit
- 1956: Maiparade 1956
- 1956: Träumt für morgen
- 1957: Katzgraben
- 1958: Jetzt mußt du handeln (Regie)
- 1958: Die Mutter
- 1959: Der Sonne entgegen (Co-Regie)
- 1961: Mutter Courage und ihre Kinder (Theateraufzeichnung)
- 1961: Viva Kuba (auch Co-Regie)
- 1961: Paul Robeson bei uns
- 1962: … und deine Liebe auch
- 1962: Abschied von Afrika
- 1962: Fuera las manos de Cuba
- 1962: Frieden und Freundschaft (Rauha ja Ystävyys)
- 1964: Er filmte auf 5 Kontinenten
- 1967: DDR-Magazin, Jahrgang 1967
- 1968: Der Blumengarten
- 1968: Frauen in Ravensbrück